# حسام سلامت
حسام سلامت (زادهٔ ۱۳۶۱ در بابل، مازندران) جامعه‌شناس ایرانی است. او دارای مدرک دکترای جامعه‌شناسی اقتصادی و به‌عنوان مدرس، مترجم و پژوهشگر مستقل فعالیت می‌کند. سلامت همچنین از فعالان پیشین دانشجویی و کنشگران سیاسی و مدنی به‌شمار می‌آید.
سلامت در دوره کارشناسی‌ارشد جامعه‌شناسی در دانشگاه تهران تحصیل می‌کرد که در پی رویدادهای مرتبط با انتخابات ریاست‌جمهوری سال ۱۳۸۸ در تهران، توسط نیروهای امنیتی بازداشت شد. او حدود دو ماه در بند ۲۰۹ زندان اوین در بازداشت بود و سپس با قرار وثیقه آزاد شد.
در تاریخ ۴ آبان ۱۴۰۰، منزل او در تهران مورد بازرسی نیروهای امنیتی قرار گرفت و برخی از وسایل شخصی‌اش ضبط شد.

## کتاب‌ها
- بازآرایی گورستان. پدیدآورندگان: آیدین باقری، حسام سلامت، مهدی یوسفی. ۱۴۰۲
- سویه‌ها: مطالعه‌ای در فلسفه هگل. نوشته تئودور آدورنو. ترجمه محمدمهدی اردبیلی، حسام سلامت، یگانه خویی. ۱۳۹۷
- از این دست‌ها و چند مواجهه. ۱۳۹۶

1. ↑  «حسام سلامت، جامعه‌شناس: جمهوری اسلامی بدش نمی‌آید حس استیصال را به جامعه القا کند». ایران‌اینترنشنال.
2. ↑  «حسام سلامت - ایران آکادمیا». ۲۰۲۴-۰۳-۲۶. دریافت‌شده در ۲۰۲۵-۰۴-۱۳.
3. ↑  «انتخابات در ایران؛ «این بازی دیگر جواب نمی‌دهد»». BBC News فارسی. ۲۰۲۴-۰۶-۲۶. دریافت‌شده در ۲۰۲۵-۰۴-۱۳.
4. ↑  دیدارنیوز، پایگاه خبری تحلیلی (۱۴۰۳/۰۷/۰۲–۱۳:۴۲). «حسام سلامت: نتیجه افغان ستیزی جدال و درگیری خواهد بود/ هادی کسایی زاده: افغان‌هایی که غیرقانونی وارد کشور می‌شوند، مجرمند». fa. دریافت‌شده در 2025-04-13. تاریخ وارد شده در |تاریخ= را بررسی کنید (کمک)
5. ↑  «عباس عبدی و حسام سلامت | ایران و آینده اصلاح‌طلبی». Apple Podcasts (به انگلیسی). دریافت‌شده در ۲۰۲۵-۰۴-۲۳.
6. ↑  «Magiran | روزنامه شرق (1396/09/16): حسام سلامت، از فعالان دانشجویی، در گفت و گو با «شرق»: دانشگاه تبدیل به مسئله شده است». www.magiran.com. دریافت‌شده در ۲۰۲۵-۰۳-۳۱.
7. ↑  «حسام سلامت - پروفایل». ۲۰۲۴-۰۳-۲۶. دریافت‌شده در ۲۰۲۵-۰۳-۳۱.
8. ↑  سلامت, حسام (1392-09-01). "جدال بر سر عقل: فوکو در برابر هابرماس؛ بازسازی گفت گوی انتقادی فوکووهابرماس در باب سطوح و سویه‌های عقل". سوره اندیشه. 72–73 (0): 162–168. {{cite journal}}: Check date values in: |date= (help)
9. ↑  «دانشجوی ستاره دار به چهار سال زندان محکوم شد». www.kanoon-zendanian.org. دریافت‌شده در ۲۰۲۵-۰۴-۰۱.
10. ↑  «احکام سنگین برای اعضای شورای دفاع از حق تحصیل». www.kanoon-zendanian.org. دریافت‌شده در ۲۰۲۵-۰۴-۰۱.
11. ↑  Admin2 (۲۰۱۷-۰۹-۰۳). «با دستور سرپرست وزارت علوم، ستاره دارها امسال ثبت‌نام می‌شوند». سایت خبری تحلیلی زیتون. دریافت‌شده در ۲۰۲۵-۰۴-۰۱.
12. ↑  RV، Hrana (۲۰۲۱-۱۰-۲۷). «تفتیش منزل و ضبط لوازم حسام سلامت توسط نیروهای امنیتی». خبرگزاری هرانا. دریافت‌شده در ۲۰۲۵-۰۳-۳۱.
13. ↑  Mindmotor (۲۰۰۹-۱۰-۲۴). «مانیفستی برای آکادمی موازی، آکادمی‌ای که دارد می‌آید…». مایندموتور. دریافت‌شده در ۲۰۲۵-۰۴-۰۱.
14. ↑  «حسام سلامت | بیوگرافی، معرفی آثار و دانلود کتاب‌های او». طاقچه. دریافت‌شده در ۲۰۲۵-۰۳-۳۱.
15. ↑  «حسام سلامت - خانه هنر فروردین». ۲۰۲۰-۰۶-۲۴. دریافت‌شده در ۲۰۲۵-۰۳-۳۱.
16. ↑  «موسسه مطالعاتی رخداد تازه :: دربارهٔ موسسه». web.archive.org. ۲۰۱۳-۰۹-۱۸. دریافت‌شده در ۲۰۲۵-۰۴-۰۱.
17. ↑  استودیو پات (2025-03-02), آینده دموکراسی در ایران: آیا "جمهوریت" کلید حل معما است؟, retrieved 2025-03-31
18. ↑  دیدارنیوز، پایگاه خبری تحلیلی (۱۴۰۳/۰۷/۰۲–۱۳:۴۲). «حسام سلامت: نتیجه افغان ستیزی جدال و درگیری خواهد بود/ هادی کسایی زاده: افغان‌هایی که غیرقانونی وارد کشور می‌شوند، مجرمند». fa. دریافت‌شده در 2025-04-01. تاریخ وارد شده در |تاریخ= را بررسی کنید (کمک)
19. ↑  Baztab Network (2024-09-25), یکی از بهترین مناظره‌های که تا حالا شنیدم، سخنان آقای حسام سلامت در مورد مهاجرین در ایران شنیدنی است, retrieved 2025-04-01